# LoveWave
A LoveWave (magyarul: SzerelemHullám) Iveta Mukuchyan örmény énekesnő dala, mellyel Örményországot képviselte a 2016-os Eurovíziós Dalfesztiválon, Stockholmban. A dal belső kiválasztás során nyerte el a dalversenyen való indulás jogát.

## Eurovíziós Dalfesztivál

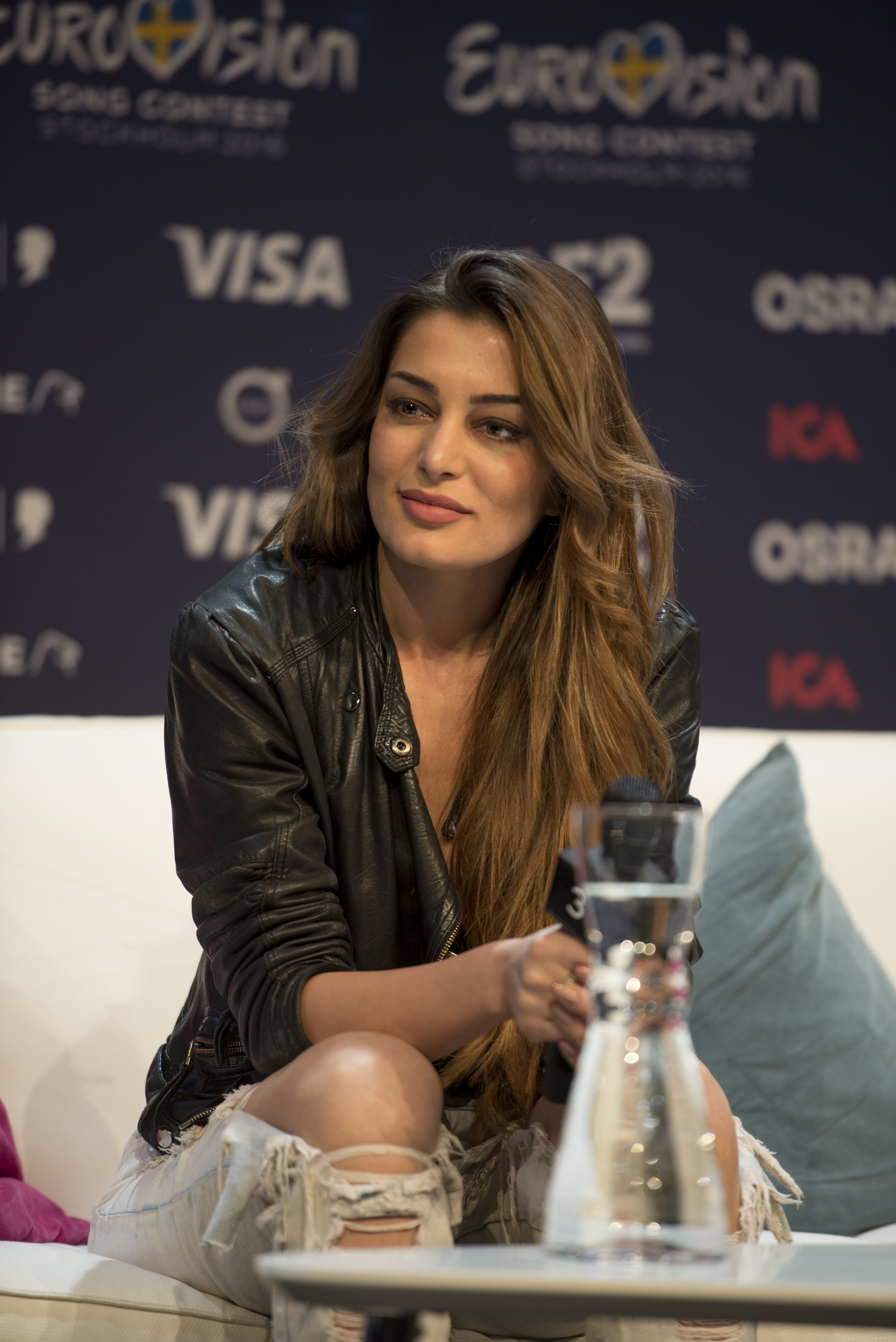
Iveta a dalfesztivál első sajtótájékoztatóján

2015. október 13-án vált hivatalossá, hogy az Örmény Közszolgálati Televízió az énekesnőt választotta ki az ország képviseletére a 2016-os Eurovíziós Dalfesztiválon. A 2016-os szériában ő volt az első bejelentett előadó. A versenydalt március 2-án mutatták be a dalfesztivál hivatalos YouTube-csatornáján.
A dalfesztivál előtt Moszkvában eurovíziós rendezvényen népszerűsítette versenydalát. Eredetileg Amszterdamban is fellépett volna, azonban a Hegyi-Karabahon kibontakozó háború miatt visszamondta fellépését az eseményen.
Az Eurovíziós Dalfesztiválon a dalt először a május 10-én rendezett első elődöntőben adta elő, fellépési sorrendben hetedikként, a Hollandiát képviselő Douwe Bob Slow Down című dala után és a San Marinót képviselő Serhat I Didn’t Know című dala előtt. Az elődöntőből második helyezettként sikeresen továbbjutott a május 14-i döntőbe, ahol fellépési sorrendben utolsóként lépett fel, az Egyesült Királyságot képviselő Joe & Jake You’re Not Alone című dala után. A szavazás során a zsűri szavazáson összesítésben tizedik helyen végzett 115 ponttal (Bulgáriától, Oroszországtól és Spanyolországtól maximális pontot kapott), míg a nézői szavazáson hetedik helyen végzett 134 ponttal (Grúziától, Franciaországtól és Oroszországtól maximális pontot kapott), így összesítésben 249 ponttal a verseny hetedik helyezettje lett. A döntőben ezzel megszerezte az ország eddigi legtöbb összegyűjtött pontját.
A következő örmény induló Artsvik Fly with Me című dala volt a 2017-es Eurovíziós Dalfesztiválon.

### Kapott pontok
Első elődöntő
| Szavazat | Össz | Szavazó országok | Szavazó országok | Szavazó országok | Szavazó országok | Szavazó országok | Szavazó országok | Szavazó országok | Szavazó országok | Szavazó országok | Szavazó országok | Szavazó országok | Szavazó országok | Szavazó országok | Szavazó országok | Szavazó országok | Szavazó országok    | Szavazó országok | Szavazó országok | Szavazó országok | Szavazó országok |
| Szavazat | Össz | Finnország       | Görögország      | Moldova          | Magyarország     | Horvátország     | Hollandia        | San Marino       | Oroszország      | Csehország       | Ciprus           | Ausztria         | Észtország       | Azerbajdzsán     | Montenegró       | Izland           | Bosznia-Hercegovina | Málta            | Franciaország    | Spanyolország    | Svédország       |
| -------- | ---- | ---------------- | ---------------- | ---------------- | ---------------- | ---------------- | ---------------- | ---------------- | ---------------- | ---------------- | ---------------- | ---------------- | ---------------- | ---------------- | ---------------- | ---------------- | ------------------- | ---------------- | ---------------- | ---------------- | ---------------- |
| Nézők    | 116  | 1                | 8                | 8                | 2                | 3                | 12               | 8                | 12               | 12               | 7                | 4                | 1                |                  | 3                | 3                | 3                   | 4                | 12               | 10               | 3                |
| Zsűri    | 127  | 7                | 10               | 10               | 5                | 5                | 5                |                  | 12               |                  | 10               | 5                | 2                |                  | 12               | 5                | 7                   | 12               | 3                | 12               | 5                |

Döntő
| Szavazat | Össz | Szavazó országok | Szavazó országok | Szavazó országok | Szavazó országok | Szavazó országok | Szavazó országok | Szavazó országok | Szavazó országok | Szavazó országok | Szavazó országok | Szavazó országok | Szavazó országok | Szavazó országok | Szavazó országok | Szavazó országok | Szavazó országok | Szavazó országok | Szavazó országok | Szavazó országok | Szavazó országok | Szavazó országok | Szavazó országok | Szavazó országok | Szavazó országok | Szavazó országok   | Szavazó országok | Szavazó országok | Szavazó országok | Szavazó országok | Szavazó országok | Szavazó országok | Szavazó országok | Szavazó országok    | Szavazó országok | Szavazó országok | Szavazó országok | Szavazó országok | Szavazó országok | Szavazó országok | Szavazó országok | Szavazó országok |
| Szavazat | Össz | Belgium          | Csehország       | Hollandia        | Azerbajdzsán     | Magyarország     | Olaszország      | Izrael           | Bulgária         | Svédország       | Németország      | Franciaország    | Lengyelország    | Ausztrália       | Ciprus           | Szerbia          | Litvánia         | Horvátország     | Oroszország      | Spanyolország    | Lettország       | Ukrajna          | Málta            | Grúzia           | Ausztria         | Egyesült Királyság | Finnország       | Görögország      | Moldova          | San Marino       | Észtország       | Montenegró       | Izland           | Bosznia-Hercegovina | Svájc            | Fehéroroszország | Írország         | Macedónia        | Szlovénia        | Dánia            | Norvégia         | Albánia          |
| -------- | ---- | ---------------- | ---------------- | ---------------- | ---------------- | ---------------- | ---------------- | ---------------- | ---------------- | ---------------- | ---------------- | ---------------- | ---------------- | ---------------- | ---------------- | ---------------- | ---------------- | ---------------- | ---------------- | ---------------- | ---------------- | ---------------- | ---------------- | ---------------- | ---------------- | ------------------ | ---------------- | ---------------- | ---------------- | ---------------- | ---------------- | ---------------- | ---------------- | ------------------- | ---------------- | ---------------- | ---------------- | ---------------- | ---------------- | ---------------- | ---------------- | ---------------- |
| Nézők    | 134  | 7                | 8                | 8                |                  |                  | 1                | 6                | 8                |                  | 2                | 12               | 2                |                  | 8                | 2                |                  |                  | 12               | 6                |                  | 7                |                  | 12               |                  |                    |                  | 8                | 7                | 2                |                  |                  |                  |                     |                  | 7                |                  | 7                |                  |                  |                  | 2                |
| Zsűri    | 115  |                  |                  | 2                |                  | 1                |                  | 2                | 12               | 4                |                  | 2                |                  |                  | 8                | 3                | 4                | 4                | 12               | 12               | 6                |                  | 7                |                  | 2                |                    |                  | 10               | 5                |                  |                  | 10               |                  | 2                   |                  | 3                |                  |                  | 4                |                  |                  |                  |

## Incidensek
Az elődöntő alatt az énekesnő a Hegyi-Karabah zászlaját lengette, ami vitát váltott ki az azeri sajtónál. Az Európai Műsorsugárzók Uniója (EBU) másnap közleményt adott ki amelyben az incidenst "súlyos jogsértésnek" nevezte, mivel politikai üzenete volt és az ARPTV-re szankciókat szabott: ha a közeljövőben megszegik a dalfesztivál szabályait, az akár diszkvalifikáláshoz is vezethet. Erre válaszul az énekesnő annyit közölt, "A gondolataim az anyaországgal vannak. Mindenhol békét szeretnék!"

## Dalszöveg
| You Shook my life like an earthquake now I’m waking up, You Gave me faith now I can break every single wall, You Prove we can do it all when all is out of love, You (oh like a lovewave) Spread a lovewave ´n my heart goes ba-ba-da-bu-who-oh-oh – A dal refrénje | Te Megráztad az életem, mint egy földrengés, most felébredek Te Hitet adtál, most áttörhetek minden falat Te Bebizonyítottad hogy mindent megtehetünk Te (ó, mint egy szerelemhullám) Szétterjed a szerelemhullám, és a szívem csak ba-ba-da-bu-who-oh-oh – A dal refrénje magyarul |